# Лугалбанда
Према Сумерском попису краљева, Лугалбанда је био трећи краљ Урука и отац Гилгамеша, легендарног уручког краља. Легенде говоре да му је супруга била богиња Нинсун.
У Епу о Гилгамешу не само да је Лугалбанда с богињом Нинсун имао сина Гилгамеша, него шеста плочица наводи да је "он (Гилгамеш) помазао свог бога Лугалбанду", односно деификовао га је.
Археолози су пронашли два епска текста гдје је главни јунак Лугалбанда - прозване Лугалбанда I (или Лугалбанда у планинској пећини) и Лугалбанда II.
Ниједан од њих не говори Лугалбанди као краљу, али се описује његова војна и политичка каријера — односно, претпоставља се да су описане околности због којих га је Енмеркар одабрао за наследника уручког престола. Епови не спомињу ниједну битку, али сугеришу да је био Енмеркаров генерал.